# Anna Roig Llabata
Anna Roig Llabata (València, 1970) és una il·lustradora, escultora i pintora valenciana.
Llicenciada a la Facultat de Belles Arts de Sant Carles de València, es va especialitzar en escultura i va emprendre els estudis doctorals sobre la dona dins el món de l'art. Realitzà diversos cursos de postgrau amb Francisco Jarauta, Mayte Beguiristain, Ramon de Soto, José Miguel G. Cortes i J. V. Aliaga entre d'altres, i també cursos d'il·lustració a l'editorial Barcanova.
L'editorial en la que més ha publicat és Edicions del Bullent: Estel i els àngels i Estel estel·lar, de Lourdes Boïgues, La Masereta i La Nit de Nadal, de Paco Muñoz, El secret de l'estora Leonora, de Mercé Viana, i Paco Muñoz, l'home de la guitarra, escrit per Enric Lluch i Girbés. A l'editorial Bromera Els animals agraïts, de Llorenç Giménez, aquest llibre va ser el primer que va il·lustrar, el va publicar per primera vegada l'Institut Municipal de Cultura de Meliana. Es va esgotar aquella primera edició i després Bromera el va reeditar. ECIR, Edelvives-Terra Nostra i Anaya són altres de les editorials amb les que ha treballat.
Ha realitzat nombroses exposicions: a Siena, Rijeka, València, Girona, Madrid, Alacant, Àvila, Salamanca... I la seua obra es troba en múltiples col·leccions públiques i privades. El 2020 va fer a Vilafranca l'escultura per a commemorar la Capitalitat Cultural Valenciana.

## Obres
- Cinc en un llit (Edicions del Bullent, 2020)[6]
- El secret de l'estora Leonora (Edicions del Bullent, 2003)
- Estel estel·lar (Edicions del Bullent, 2005)
- La Masereta (Edicions del Bullent, 2007)
- La nit de Nadal (Edicions del Bullent, 2007)
- Estoig de versos (Edelvives, 2003)
- Estel i els àngels (Edicions del Bullent, 2011)
- Paco Muñoz, l'home de la guitarra, d'Enric Lluch
- Els animals agraïts, de Llorenç Giménez (Edicions Bromera, 1999)